# ناحیه حاسی خلیفه
ناحیه حاسی خلیفه (به عربی: دائرة حاسی خلیفة) یک ناحیه در الجزایر است که در استان الوادی واقع شده‌است.

## خصوصیات
ناحیه حاسی خلیفه ۴۰٬۰۴۱ نفر جمعیت دارد.